# Samuel e Nathaniel Buck
Samuel (Yorkshire, 1696 – Londra, 17 agosto 1779) e Nathaniel Buck (... – 1759/1774) sono due fratelli che vissero in Inghilterra nel XVIII secolo, furono incisori e autori di stampe. Samuel svolse molti lavori per conto proprio, ma, quando i fratelli lavoravano insieme, erano solitamente noti come i Fratelli Buck. Si conoscono più cose in merito a Samuel che su Nathaniel.

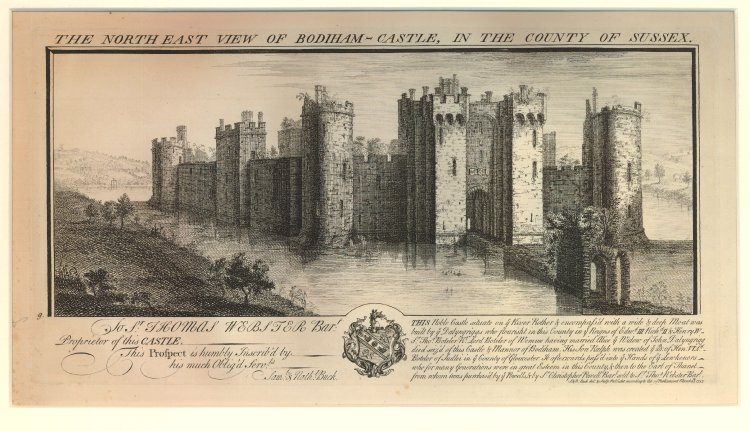
Incisione del 1737, dei fratelli Buck, mostra il castello di Bodiam, nel Sussex.

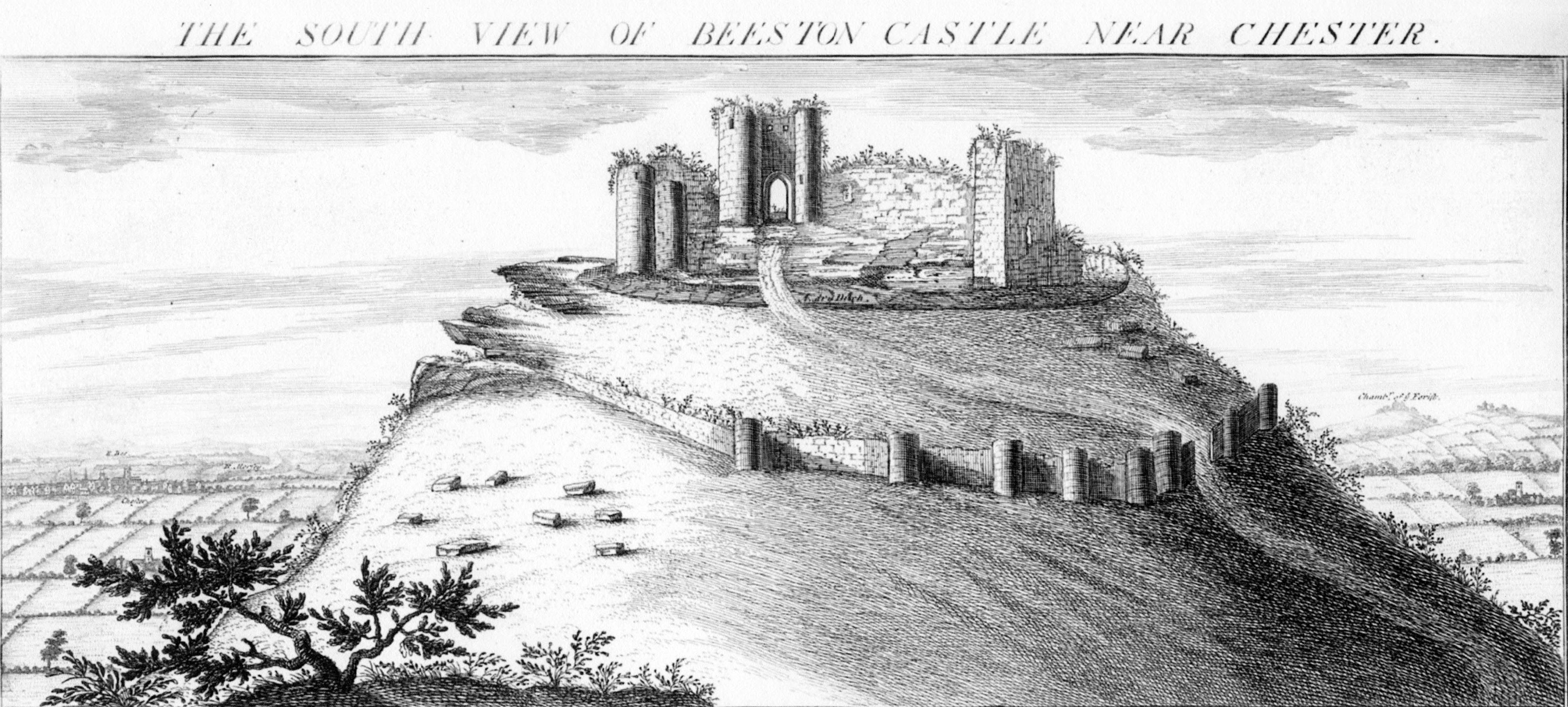
Incisione del 1727 dei Fratelli Buck, mostra il Beeston Castle nel Cheshire.

Samuel Buck nacque nello Yorkshire nel 1696. Dopo aver pubblicato alcune stampe in quella contea, si trasferì a Londra. Con Nathaniel, intraprese la creazione di una serie di stampe di "antichità", che consistevano in castelli in rovina ed ex edifici religiosi dell'Inghilterra e del Galles. A partire dal 1724, viaggiarono tra i due paesi, completando la serie di stampe per le regioni dell'Inghilterra nel 1738 e quelle del Galles tra il 1739 e il 1742. Questi sono generalmente noti come Buck's Antiquities (Antichità dei Buck). Durante questo periodo, hanno anche lavorato ad una serie di vedute di città in Inghilterra e in Galles, intitolate Città, porti marittimi e città capitali.
Nathaniel morì per primo, tra il 1759 e il 1774. Samuel dopo qualche anno cadde in povertà, morì il 17 agosto 1779 a Londra e fu sepolto nel cimitero della chiesa di San Clemente dei Danesi, a Londra.